# Maryna Szoda

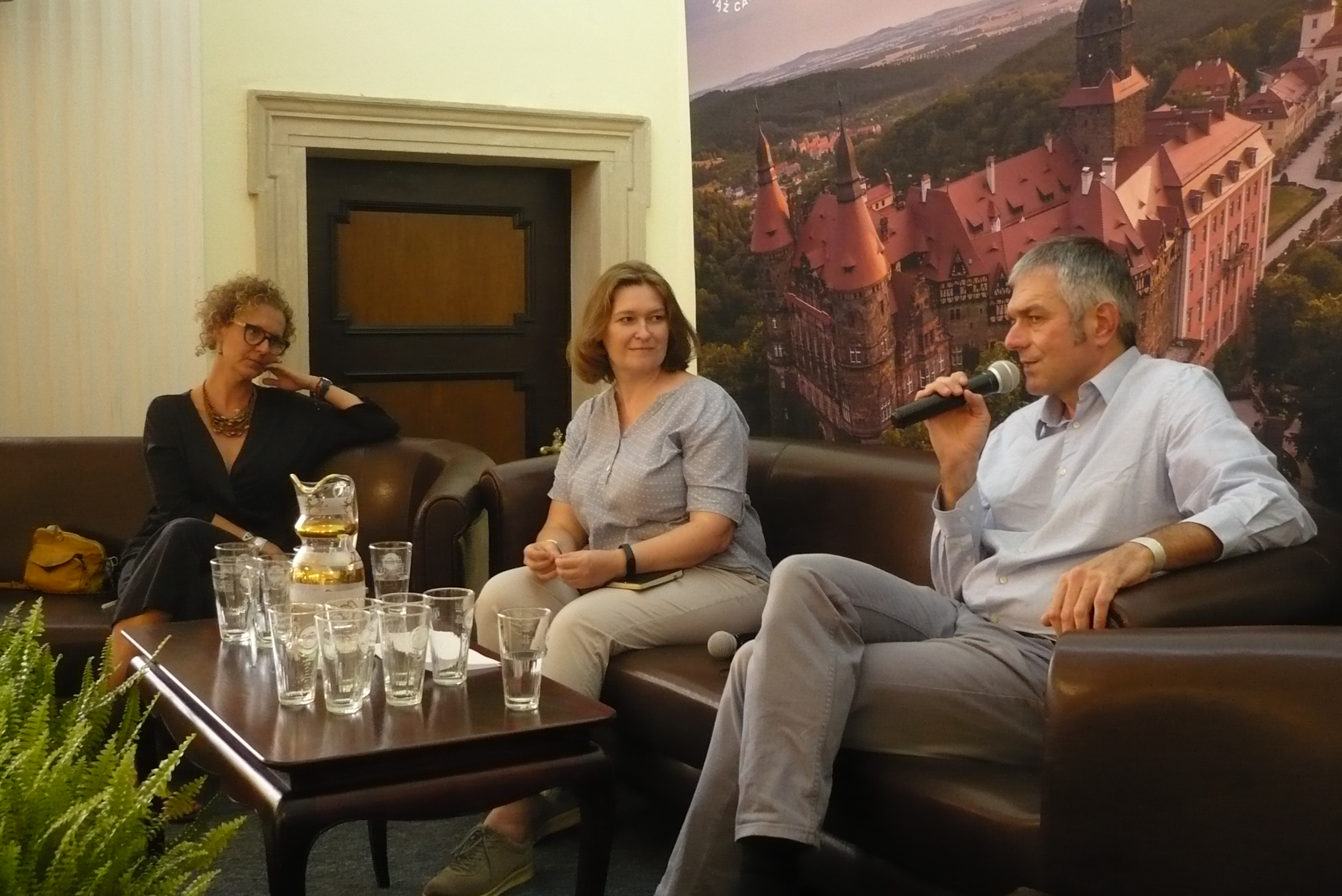
Justyna Czechowska, Maryna Szoda, Lothar Quinkenstein, VII Festiwal Góry Literatury, Książ, 16.07.21

Maryna Szoda (biał. Марына Шода; ur. 1973 w Prużanie) – białoruska tłumaczka i wykładowca na Białoruskim Uniwersytecie Państwowym.

## Życiorys
W 1995 roku ukończyła filologię rosyjską na Wydziale Filologicznym Białoruskiego Uniwersytetu Państwowego. Na tej samej uczelni ukończyła studia podyplomowe na kierunku literatura zagraniczna. W latach 2001–2004 pracowała na wydziale judaistyki w Instytucie Humanistycznym Uniwersytetu, a w latach 2004–2009 na Wydziale Kulturoznawstwa. Potem przez 6 lat na Wydziale Humanistycznym w Katedrze Kulturoznawstwa. Od 2015 roku pracuje na Wydziale Komunikacji Społeczno-Kulturalnej, gdzie prowadzi zajęcia z mitologii, literatury białoruskiej i światowej, semiotyki kultury, historii kultury. Mieszka w Mińsku. Jest żoną Andrieja Chadanowicza, z którym ma córkę Alenę.

## Działalność translatorska
Tłumaczy z polskiego i ukraińskiego. Jako tłumacz uczestniczyła w międzynarodowych seminariach Tłumacze bez granic. W 2012 roku w Gdańsku, w 2013 i 2014 we Wrocławiu. W 2017 roku przetłumaczyła razem ze Swiatłaną Rohacz, Maryją Puszkiną i Taccianą Niadbaj książkę Anny Burzyńskiej i Michała Pawła Markowskiego Teorię literatury XX wieku. Tłumaczyła książki polskich pisarzy:
- Konstanty Ildefons Gałczyński
- Zbigniew Herbert Eseje[1]
- Paweł Huelle Mercedes Benz/ Мэрсэдэс-Бэнц 2001[7], Opowiadania[1]
- Jarosław Iwaszkiewicz Matka Joanna od Aniołów[1]
- Janusz Korczak Kajtuś Czarodziej[1]
- Antoni Libera Madame[8]
- Czesław Miłosz Rodzinna Europa[1]
- Sławomir Mrożek Opowiadania[1]
- Olga Tokarczuk Prawiek i inne czasy/ Правек ды іншыя часы, Prowadź swój pług przez kości umarłych/ Вядзі свой плуг праз косткі мёртвых[9]

## Nagrody
- 2015 Nagroda czasopisma Prajdziswiet w kategorii proza za tłumaczenie powieści Pawła Huelle Weiser Dawidek[10].